# Wu Guanzhong
Wu Guanzhong (ur. 29 sierpnia 1919 w Yixing, zm. 25 czerwca 2010 w Pekinie) – chiński malarz.

## Życiorys
W latach 1937–1942 studiował w akademii sztuki w Hangzhou, gdzie jego nauczycielami byli Pan Tianshou oraz Lin Fengmian. Od 1942 do 1946 roku był wykładowcą wydziału sztuki Uniwersytetu Tsinghua. W latach 1946–1950 przebywał w Paryżu, gdzie studiował zachodnie malarstwo olejne na École nationale supérieure des beaux-arts, zapoznając się wówczas z twórczością takich artystów jak Vincent van Gogh, Maurice Utrillo i Amedeo Modigliani. Od 1950 roku był wykładowcą Centralnej Akademii Sztuk Pięknych w Pekinie. Prześladowany w okresie rewolucji kulturalnej, kiedy to jego malarstwo zostało potępione, a samego artystę zesłano na wieś. W latach 80. XX wieku malarstwo Wu zdobyło sobie międzynarodową sławę, jego obrazy doczekały się wówczas licznych światowych wystaw, m.in. w Hongkongu, Japonii, Singapurze i Stanach Zjednoczonych. W 1992 roku odbyła się retrospektywna wystawa jego prac w Muzeum Brytyjskim w Londynie, a w 1999 roku w Narodowym Muzeum Sztuki w Pekinie.
W swojej twórczości dokonał syntezy tradycyjnego chińskiego malarstwa tuszem (guohua) i zachodniego malarstwa olejnego. Nawiązując do klasycznych obrazów kreślonych mokrym tuszem na papierze, tworzył na poły abstrakcyjne obrazy, budując kompozycje przy pomocy długich linii oraz kropek. Był też autorem licznych esejów poświęconych malarstwu. Tekstem Huihuade xingshi mei z 1979 roku przyczynił się do rehabilitacji malarstwa abstrakcyjnego, zakazanego w okresie rewolucji kulturalnej.
Był oficerem francuskiego Orderu Sztuki i Literatury (1991).